# Polesia
Polesia – Polska Akademicka Korporacja Polesia. Powstała 5 stycznia 1925 roku w Brześciu nad Bugiem. 21 grudnia 1926 roku przenosi się do Warszawy, a w 1929 roku do Wilna. Działała w ramach Uniwersytetu Stefana Batorego. Korporacja męska. Córka korporacyjna K! Sparta.

## Historia
Przyjęta do Związku Polskich Korporacji Akademickich z datą starszeństwa 11 maja 1925. Nazwa nawiązuje do historycznej krainy Wielkiego Księstwa Litewskiego i Rzeczypospolitej. Celem Polesii, oprócz typowych dla korporacji: wzajemnej przyjaźni, doskonalenia charakteru i obywatelskich oraz patriotycznych postaw, przestrzeganie właściwego zachowania i postępowania honorowego, była praca społeczno-kulturalna na Kresach. 8 maja 1937 roku zawarła kartel z K! Scythia ze Lwowa. Zaprzyjaźniona również z K! Filomatia Vilnensis.
W marcu 1937 roku członkowie korporacji brali udział w organizacji zamachu bombowego na mieszkanie profesora Konrada Górskiego w Wilnie. Na początku kwietnia tego samego roku zakazano działalności korporacji na terenie Wilna.
W 2009 roku za zgodą ostatniego żyjącego Filistra K! Polesia rozpoczęły się prace nad pełną reaktywacją K! Polesia w Trójmieście przez Konwent Polonia.

## Członkowie
W latach 1925–1939 korporacja liczyła ponad 120 członków, co czyniło z niej jedną z większych wileńskich korporacji akademickich. Do najbardziej zasłużonych członków należeli m.in.:
- Stanisław Cywiński, doktor filozofii, docent USB, historyk literatury, dziennikarz („Słowo”, „Dziennik Wileński”), filister honoris causa,

- Wacław Komarnicki, profesor prawa, działacz polityczny, poseł na Sejm II RP, minister rządu emigracyjnego, kurator korporacji, filister honoris causa.

## Symbolika
Herb korporacji: Tarcza pięciopolowa. W polu pierwszym, sercowym, trzy pasy w skos: zielony, biały i złoty. W polu drugim i piątym, czerwonych: Orzeł Biały w koronie. W polu trzecim i czwartym, czerwonych: Pogoń. Nad tarczą hełm w koronie. W klejnocie trzy pióra strusie: zielone, białe i czerwone. Pod tarczą wstęga z dewizą korporacji Fines Poloniae Polonici Sunto – „Kresy Polski niech pozostaną polskimi”. Herb otoczony liśćmi wawrzynu. Barwy: Zielona, Biała, Złota.
Dekiel: denko zielone ze złotym wyszyciem w kształcie kotwicy z łańcuchem, przeszytym mieczem, wokół kotwicy gałęzie dębu; Otok zielono, biało, złoty.